# Amica Chips-Knauf
L'equip Amica Chips-Knauf, conegut anteriorment com a Nippo-Endeka, va ser un equip ciclista professional sanmarinès, que competí de 2008 a 2009. El 2008 tenia de categoria continental i l'any següent va pujar a continental professional.
No s'ha de confondre amb l'anterior equip Amica Chips, el Cinelli-Endeka o altres equips anomenats Nippo.

## Principals resultats
- Istrian Spring Trophy: Eddy Ratti (2008)
- Gran Premi de la indústria i l'artesanat de Larciano: Eddy Ratti (2008)
- Gran Premi Nobili Rubinetterie: Grega Bole (2009)

### A les grans voltes
- Giro d'Itàlia
  - 0 participacions

- Tour de França
  - 0 participacions

- Volta a Espanya
  - 0 participacions

## Classificacions UCI
L'equip participa en les proves dels circuits continentals i principalment en les curses del calendari de l'UCI Europa Tour.
UCI Amèrica Tour
| Temporada | Classificació per equips | Millor ciclista en la classificació individual |
| --------- | ------------------------ | ---------------------------------------------- |
| 2009      | 40è                      | Francesco Rivera (310è)                        |

UCI Àsia Tour
| Temporada | Classificació per equips | Millor ciclista en la classificació individual |
| --------- | ------------------------ | ---------------------------------------------- |
| 2008      | 14è                      | Kazuo Inoue (37è)                              |
| 2009      | 47è                      | Vincenzo Garofolo (167è)                       |

UCI Europa Tour
| Temporada | Classificació per equips | Millor ciclista en la classificació individual |
| --------- | ------------------------ | ---------------------------------------------- |
| 2008      | 38è                      | Eddy Ratti (9è)                                |
| 2009      | 104è                     | Simone Cadamuro (656è)                         |